# Colette Privat
Pour les articles homonymes, voir Privat.
Colette Privat, née le 14 novembre 1925 à Paris et morte le 7 avril 2021 à Rouen, est une femme politique française.
Membre du Parti communiste français, elle a été députée de la Seine-Maritime, conseillère générale du canton de Maromme et maire de Maromme.

## Biographie
Agrégée de lettres classiques en 1949, Colette Privat (née Moat) enseigne au lycée Jeanne-d'Arc de Rouen jusqu'en 1967, puis est nommée assistante à la faculté de Rouen, et ensuite maître-assistante jusqu'en 1978.
Elle adhère au PCF en 1946. Elle y rencontre Robert Privat, jeune ouvrier. Ils passeront toute leur vie ensemble et auront trois enfants.
Elle est élue conseillère municipale à Rouen et soutient Roland Leroy aux élections législatives de 1958. Colette Privat est la première femme élue conseillère générale de Seine-Maritime en 1967 (canton de Maromme), fonction qu'elle exerce jusqu'en 2004 (réélue cinq fois). Elle s'attache notamment aux questions de l'Éducation nationale.
Elle est députée de la Seine-Maritime de 1967 à 1968, puis de nouveau de 1978 à 1981. Elle siège quelques mois comme vice-présidente de l’Assemblée nationale.
Lors des événements de Mai 68, Colette Privat, fait partie des 20 députés communistes qui déposent, avec 49 autres, une motion de censure le 14 mai à l’Assemblée nationale, laquelle condamne le régime gaulliste qui « dix ans après sa prise de pouvoir […] refusant tout dialogue véritable, contraint les étudiants, les enseignants, les paysans, les ouvriers les jeunes sans emploi, à recourir à des manifestations de rue d’une exceptionnelle ampleur ».
Elle est élue maire de Maromme en 1977 et réélue jusqu'en 1998. Sous ses mandats, le centre-ville termine sa reconstruction, amorcée sous Paul Vauquelin, maire de 1944 à 1977. La commune poursuit sa dotation d’équipements culturels, sportifs, sociaux, scolaires. Deux zones industrielles sont aménagées.
De 1981 à 1983, Colette Privat est membre du cabinet de Marcel Rigout, ministre communiste de la Formation professionnelle, chargée de mission pour la formation professionnelle des femmes.
Le 12 novembre 1990, elle inaugure le lycée de la Vallée du Cailly à Déville-lès-Rouen aux côtés de Pierre Bérégovoy.
Le 1er février 2014, elle est élue vice-présidente des Amis de L'Humanité aux côtés de Charles Silvestre, Régine Deforges, Daniel Herrero, Axel Kahn et Gérard Mordillat.
Elle meurt dans la nuit du 6 au 7 avril 2021 à l'âge de 95 ans.